# Kenneth Casey
Kenneth Casey (New York, 10 gennaio 1899 – Cornwall, 19 agosto 1965) è stato un attore e compositore statunitense, uno dei primi attori bambini del cinema muto dal 1909 al 1913 (tra i 10 e i 14 anni d'età), e quindi nella vita adulta attivo come musicista e compositore.

## Biografia
Kenneth Casey nasce a Cornwall (New York). Dal 1909 al 1913, è con Paul Kelly uno dei due attori bambini (maschi) che in quegli anni lavorano stabilmente per la Vitagraph. Recita in una cinquantina di cortometraggi, spesso in coppia con la piccola Adele DeGarde. Si segnala anche per il suo precoce talento di musicista e di compositore di canzonette.
Quando lascia la Vitagraph a 14 anni si aprono per lui le porte del vaudeville, dove può finalmente sfruttare fino in fondo le sue doti musicali, oltre a quelle di recitazione. Si esibisce dapprima in tournée in Gran Bretagna e Sudafrica e quindi, compiuta l'età minima di 16 anni necessaria per lavorare da professionista negli Stati Uniti, di nuovo nel suo paese natale. Torna solo occasionalmente al cinema muto in un film del 1920, segnalandosi piuttosto come musicista e songwriter, autore delle liriche di popolari canzoni, tra le quali spicca la celeberrima Sweet Georgia Brown, pubblicata nel 1925. Un classico del repertorio jazz, la canzone, riutilizzata anche nella colonna sonora di numerosi film, sarà interpretata dai più grandi cantanti, da Ethel Waters a Ella Fitzgerald, Anita O'Day, e Ray Charles, fino a Bing Crosby e ai Beatles.
Casey ebbe anche una propria orchestra con la quale si esibi' in teatro e alla radio. Tra i suoi ultimi successi si annovera la President Einsenhower March con la quale volle celebrare l'elezione del nuovo Presidente americano.
Sposato con due figli, muore a New York nel 1965, all'età di 66 anni, ed è sepolto al Cedar Hill Cemetery and Mausoleum di Newburg (New York).

## Riconoscimenti
- Young Hollywood Hall of Fame (1908-1919)

## Filmografia
La filmografia è completa. Quando manca il nome del regista, questo non viene riportato nei titoli

### Cortometraggi
- We Must Do Our Best, regia di Van Dyke Brooke (1909)
- Mario's Swan Song (1910)
- Over the Garden Wall (1910)
- Chew Chew Land; or, The Adventures of Dolly and Jim (1910)
- Two Waifs and a Stray (1910)
- A Lunatic at Large (1910)
- Ransomed; or, A Prisoner of War (1910)
- The Children's Revolt (1910)
- Jean Goes Fishing, regia di Lawrence Trimble (1910)
- Drumsticks, regia di Lawrence Trimble (1910)
- A Tin-Type Romance, regia di Lawrence Trimble (1910)
- The Misses Finch and Their Nephew Billy (1911)
- Consuming Love; or, St. Valentine's Day in Greenaway Land (1911)
- A Tale of Two Cities, regia di Charles Kent (1911)
- Mammy's Ghost (1911)
- A Little Lad in Dixie, regia di Rollin S. Sturgeon (1911)
- The Derelict Reporter (1911)
- Hungry Hearts; or, The Children of Social Favorites (1911)
- The Show Girl, regia di Van Dyke Brooke (1911)
- Barriers Burned Away (1911)
- The Clown's Best Performance (1911)
- The Long Skirt (1911)
- Cherry Blossoms (1911)
- The Child Crusoes, regia di Van Dyke Brooke (1911)
- Daddy's Boy and Mammy (1911)
- Wig Wag, regia di Lawrence Trimble (1911)
- The Little Spy, regia di Charles Kent (1911)
- Captain Jenks' Dilemma (1912)
- How Tommy Saved His Father (1912)
- Father and Son (1912)
- Tom Tilling's Baby (1912)
- A Story of the Circus (1912)
- The Black Wall (1912)
- The Old Silver Watch (1912)
- The Man Under the Bed (1912)
- An Innocent Theft (1912)
- Fate's Awful Jest (1912)
- A Juvenile Love Affair, regia di Charles Kent (1912)
- Ingenuity (1912)
- Vultures and Doves (1912)
- Bumps (1912)
- The Higher Mercy, regia di William V. Ranous (1912)
- Three Girls and a Man, regia di Albert W. Hale (1912)
- The Eavesdropper, regia di James Young (1912)
- When Bobby Forgot, regia di Laurence Trimble (1913)
- Cutey and the Twins, regia di James Young (1913)
- The White Slave; or, The Octoroon, regia di James Young (1913)
- The Feudists, regia di Wilfrid North (1913)
- In the Shadow, regia di James Lackaye (1913)
- Heartease, regia di L. Rogers Lytton e James Young (1913)

### Lungometraggi
- The Adventurer, regia di J. Gordon Edwards (1920)